# Mpho Kgaswane
Mpho Kgaswane (sinh ngày 12 tháng 1 năm 1990) là một cầu thủ bóng đá người Botswana, thi đấu cho Gaborone United S.C..